# Macrocoma fuscoaenea
Macrocoma fuscoaenea é uma espécie de escaravelho de folha da República Democrática do Congo, descrito por Chapuis em 1879.